# Mariko-juku

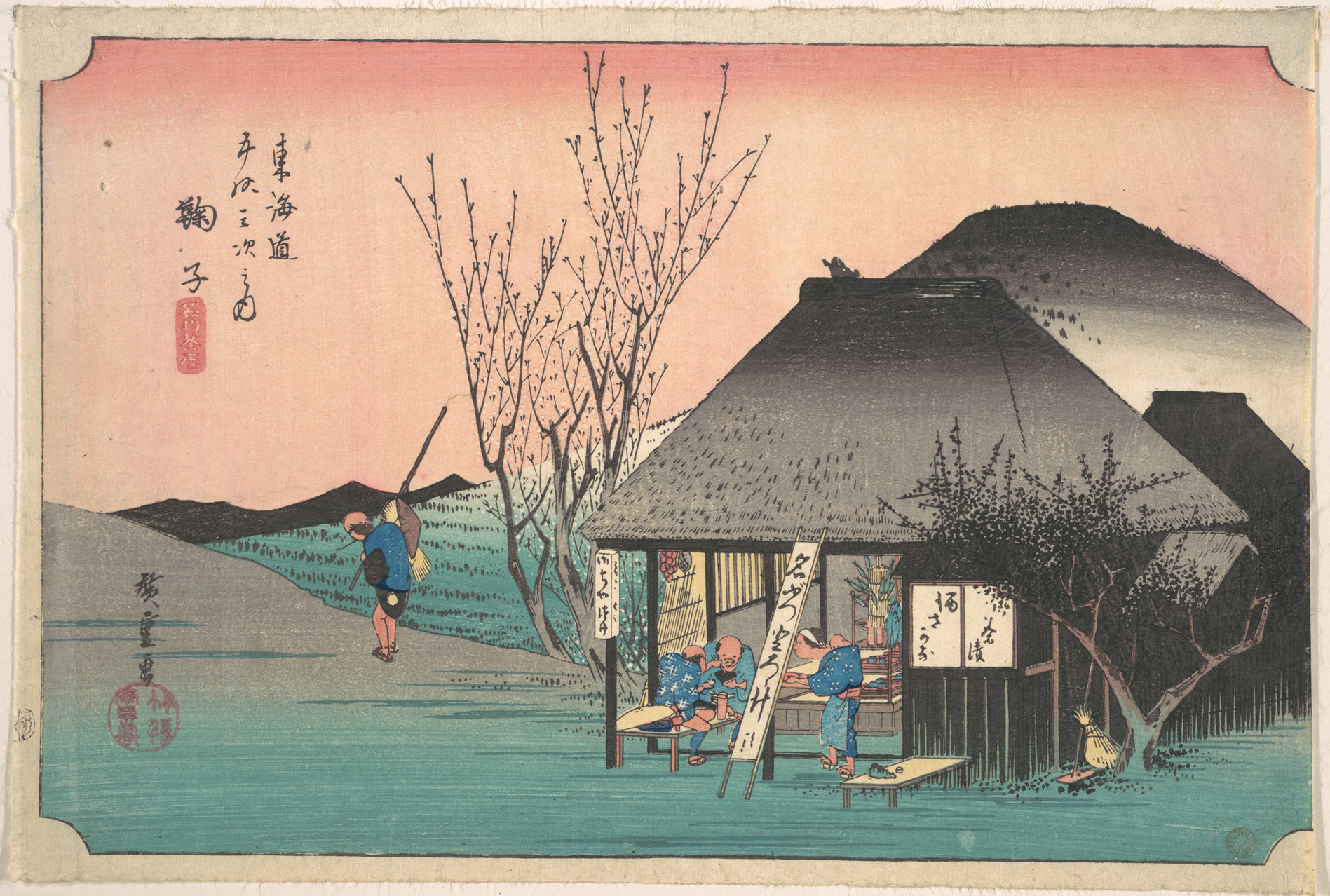
Stacja w latach 30. XIX wieku, Hiroshige Andō

Mariko-juku (jap. 鞠子宿 Mariko-juku) – dwudziesta z 53 stacji szlaku Tōkaidō, położona obecnie w mieście Shizuoka w prefekturze Shizuoka. 